# Gouvernementen van Tunesië
Tunesië is onderverdeeld in 24 'gouvernementen' (wilayat):
| #  | Gouvernement | Hoofdstad   | Opp. (km²) | Inw. (2006) | Kaart                      |
| -- | ------------ | ----------- | ---------- | ----------- | -------------------------- |
| 1  | Ariana       | Ariana      | 482        | 447.300     | Gouvernementen van Tunesië |
| 2  | Béja         | Béja        | 3558       | 303.500     | Gouvernementen van Tunesië |
| 3  | Ben Arous    | Ben Arous   | 761        | 531.200     | Gouvernementen van Tunesië |
| 4  | Bizerte      | Bizerte     | 3685       | 533.000     | Gouvernementen van Tunesië |
| 5  | Gabès        | Gabès       | 7175       | 348.700     | Gouvernementen van Tunesië |
| 6  | Gafsa        | Gafsa       | 8990       | 327.900     | Gouvernementen van Tunesië |
| 7  | Jendouba     | Jendouba    | 3102       | 419.100     | Gouvernementen van Tunesië |
| 8  | Kairouan     | Kairouan    | 6712       | 550.100     | Gouvernementen van Tunesië |
| 9  | Kasserine    | Kasserine   | 8066       | 419.300     | Gouvernementen van Tunesië |
| 10 | Kébili       | Kébili      | 22.084     | 145.500     | Gouvernementen van Tunesië |
| 11 | Kef          | El Kef      | 4965       | 257.900 *   | Gouvernementen van Tunesië |
| 12 | Mahdia       | Mahdia      | 2966       | 384.300     | Gouvernementen van Tunesië |
| 13 | Manouba      | Manouba     | 1137       | 346.900     | Gouvernementen van Tunesië |
| 14 | Médenine     | Médenine    | 8588       | 440.100     | Gouvernementen van Tunesië |
| 15 | Monastir     | Monastir    | 1019       | 475.200     | Gouvernementen van Tunesië |
| 16 | Nabeul       | Nabeul      | 2788       | 714.300     | Gouvernementen van Tunesië |
| 17 | Sfax         | Sfax        | 7545       | 881.100     | Gouvernementen van Tunesië |
| 18 | Sidi Bouzid  | Sidi Bouzid | 6994       | 401.000     | Gouvernementen van Tunesië |
| 19 | Siliana      | Siliana     | 4631       | 233.600     | Gouvernementen van Tunesië |
| 20 | Sousse       | Sousse      | 2621       | 567.900     | Gouvernementen van Tunesië |
| 21 | Tataouine    | Tataouine   | 38.889     | 144.100     | Gouvernementen van Tunesië |
| 22 | Tozeur       | Tozeur      | 4719       | 99.400      | Gouvernementen van Tunesië |
| 23 | Tunis        | Tunis       | 346        | 989.000     | Gouvernementen van Tunesië |
| 24 | Zaghouan     | Zaghouan    | 2768       | 165.700     | Gouvernementen van Tunesië |